# Джованні Моліно
Джованні Моліно (італ. Giovanni Molino, 3 квітня 1931, Карезана — 15 грудня 2024) — італійський футболіст, що грав на позиції захисника, зокрема, за «Лаціо». По завершенні ігрової кар'єри — тренер.
Дворазовий володар Кубка Італії.

## Ігрова кар'єра
У дорослому футболі дебютував 1948 року виступами за команду клубу «Казале» з третього за силою дивізіону, в якій провів два сезони, взявши участь у 66 матчах чемпіонату. 
Згодом з 1950 по 1955 рік був гравцем вищолігового «Торіно», при цьому сезон 1951/52 провів в оренді у тому ж «Казале». Основним гравцем «Торіно» став лише в сезоні 1954/55, в якому взяв участь у всіх 34 іграх команди у чемпіонаті.
А вже наступний сезон 1955/56 розпочав у складі «Лаціо», який боровся за призові місця в італійському чемпіонаті. Відіграв за «біло-блакитних» наступні шість сезонів своєї ігрової кар'єри. Більшість часу, проведеного у складі «Лаціо», був основним гравцем захисту команди. У її складі 1958 року виборов титул володаря Кубка Італії.
Завершив професійну ігрову кар'єру у складі «Наполі», за команду якого виступав протягом 1961—1963 років. У своєму першому сезоні виступів за цю друголігову на той час команду не лише допоміг їй посісти друге місце у Серії B і вийти до елітного італійського дивізіону, але й тріумфувати у розіграші Кубка Італії.

## Кар'єра тренера
Завершивши 1963 року ігрову кар'єру, залишився в «Наполі», ставши асистентом його головного тренера Роберто Лерічі. Після звільнення останнього у березні 1964 року був призначений головним тренером «Наполі». Не зміг покращити результати команди, яка безуспішно боролася за повернення до Серії A, і по завершенні сезону, в якому команда фінішувала на восьмому місці у другому дивізіоні, був замінений на Бруно Песаолу. Як головний тренер провів 14 ігор у чемпіонаті, в яких неаполітанці здобули лише 4 перемоги при 6 нічиїх і 4 поразках.

## Титули і досягнення
- Володар Кубка Італії (2):

«Лаціо»:  1958
«Наполі»: 1961-1962